# Grillina
Grillina es un género de foraminífero bentónico de la Subfamilia Ichthyolariinae, de la familia Ichthyolariidae, de la superfamilia Robuloidoidea, del suborden Lagenina y del orden Lagenida. Su especie tipo es Grillina grilli. Su rango cronoestratigráfico abarca desde el Carniense hasta el Rhaetiense (Triásico superior).

## Clasificación
Grillina incluye a la siguiente especie:
- Grillina grilli †